# Državna cesta D208
D208 je državna cesta u Hrvatskoj. 
Cesta spaja granični prijelaz Trnovec (granica sa Slovenijom) s državnom cestom D3. Cesta prolazi kroz naselja Trnovec, Gornji Hrašćan i Nedelišće.
Ukupna duljina iznosi 6,9 km.